# Flores de Ávila
Flores de Ávila – gmina w Hiszpanii, w prowincji Ávila, w Kastylii i León, o powierzchni 43,04 km². W 2011 roku gmina liczyła 339 mieszkańców.